# Élections législatives de 1978 dans l'Aveyron
Les élections législatives françaises de 1978 se déroulent les 12 et 19 mars 1978. Dans le département de l'Aveyron, trois députés sont à élire dans le cadre de trois circonscriptions.

## Élus
| Circonscription | Député sortant                             | Parti | Parti | Député élu ou réélu | Parti | Parti     |
| --------------- | ------------------------------------------ | ----- | ----- | ------------------- | ----- | --------- |
| 1re             | Jean Briane                                |       | CDS   | Jean Briane         |       | UDF (CDS) |
| 2e              | Robert Fabre                               |       | MRG   | Robert Fabre        |       | MRG       |
| 3e              | Pierre Montredon suppléant de Jean Gabriac |       | RPR   | Jacques Godfrain    |       | RPR       |

## Résultats

### Résultats à l'échelle du département
| Parti          | Parti                              | Premier tour | Premier tour | Second tour | Second tour | Sièges |
| Parti          | Parti                              | Voix         | %            | Voix        | %           | Sièges |
| -------------- | ---------------------------------- | ------------ | ------------ | ----------- | ----------- | ------ |
|                | Union pour la démocratie française | 57 664       | 33,91        | 61 527      | 35,20       | 1      |
|                | Rassemblement pour la République   | 26 802       | 15,76        | 33 377      | 19,09       | 1      |
|                | Divers droite                      | 1 511        | 0,89         |             |             | 0      |
|                | Majorité présidentielle            | 85 977       | 50,55        | 94 904      | 54,29       | 3      |
|                |                                    |              |              |             |             |        |
|                | Mouvement des radicaux de gauche   | 32 897       | 19,34        | 32 485      | 18,58       | 1      |
|                | Parti socialiste                   | 25 685       | 15,10        | 47 415      | 27,12       | 0      |
|                | Parti communiste français          | 19 161       | 11,27        | Retrait     | Retrait     | 0      |
|                | Union de la gauche                 | 77 743       | 45,71        | 79 900      | 45,71       | 1      |
|                |                                    |              |              |             |             |        |
|                | Extrême gauche                     | 5 287        | 3,11         |             |             | 0      |
|                | Régionaliste                       | 1 011        | 0,59         | 0           |             |        |
|                | Front national                     | 53           | 0,03         | 0           |             |        |
|                |                                    |              |              |             |             |        |
| Inscrits       | Inscrits                           | 207 103      | 100,00       | 207 123     | 100,00      | 3      |
| Abstentions    | Abstentions                        | 31 997       | 15,45        | 28 508      | 13,76       |        |
| Votants        | Votants                            | 175 106      | 84,55        | 178 615     | 86,24       |        |
| Blancs et nuls | Blancs et nuls                     | 5 035        | 2,88         | 3 811       | 2,13        |        |
| Exprimés       | Exprimés                           | 170 071      | 97,12        | 174 804     | 97,87       |        |

### Résultats par circonscription

#### Première circonscription (Rodez)
| Candidat       | Candidat                  | Parti          | Premier tour | Premier tour | Second tour | Second tour |  |
| Candidat       | Candidat                  | Parti          | Voix         | %            | Voix        | %           |  |
| -------------- | ------------------------- | -------------- | ------------ | ------------ | ----------- | ----------- |  |
|                | Jean Briane sortant réélu | UDF (CDS)      | 27 388       | 45,84        | 40 012      | 66,22       |  |
|                | Jean-Paul Salvan          | PS             | 13 299       | 22,26        | 20 410      | 33,78       |  |
|                | Pierre Riom               | UDF (PR)       | 12 066       | 20,19        | Retrait     | Retrait     |  |
|                | Michel Lafon              | PCF            | 5 075        | 8,49         |             |             |  |
|                | Jean-Marie Mazars         | LO             | 1 921        | 3,22         |             |             |  |
|                |                           |                |              |              |             |             |  |
| Inscrits       | Inscrits                  | Inscrits       | 72 729       | 100,00       | 72 725      | 100,00      |  |
| Abstentions    | Abstentions               | Abstentions    | 11 501       | 15,81        | 11 082      | 15,24       |  |
| Votants        | Votants                   | Votants        | 61 228       | 84,19        | 61 643      | 84,76       |  |
| Blancs et nuls | Blancs et nuls            | Blancs et nuls | 1 479        | 2,42         | 1 221       | 1,98        |  |
| Exprimés       | Exprimés                  | Exprimés       | 59 749       | 97,58        | 60 422      | 98,02       |  |

#### Deuxième circonscription (Villefranche-de-Rouergue)
| Candidat       | Candidat                   | Parti          | Premier tour | Premier tour | Second tour | Second tour |  |
| Candidat       | Candidat                   | Parti          | Voix         | %            | Voix        | %           |  |
| -------------- | -------------------------- | -------------- | ------------ | ------------ | ----------- | ----------- |  |
|                | Robert Fabre sortant réélu | MRG            | 24 427       | 45,76        | 32 485      | 60,16       |  |
|                | Hubert Bouyssière          | UDF (PR)       | 18 210       | 34,11        | 21 515      | 39,84       |  |
|                | René Baulès                | PCF            | 8 314        | 15,58        | Retrait     | Retrait     |  |
|                | Françoise Richer           | LO             | 1 418        | 2,66         |             |             |  |
|                | Henri Boyer                | Régionaliste   | 1 011        | 1,89         |             |             |  |
|                |                            |                |              |              |             |             |  |
| Inscrits       | Inscrits                   | Inscrits       | 64 064       | 100,00       | 64 103      | 100,00      |  |
| Abstentions    | Abstentions                | Abstentions    | 9 277        | 14,48        | 8 974       | 14          |  |
| Votants        | Votants                    | Votants        | 54 787       | 85,52        | 55 129      | 86          |  |
| Blancs et nuls | Blancs et nuls             | Blancs et nuls | 1 407        | 2,57         | 1 129       | 2,05        |  |
| Exprimés       | Exprimés                   | Exprimés       | 53 380       | 97,43        | 54 000      | 97,95       |  |

#### Troisième circonscription (Millau)
| Candidat       | Candidat             | Parti          | Premier tour | Premier tour | Second tour | Second tour |  |
| Candidat       | Candidat             | Parti          | Voix         | %            | Voix        | %           |  |
| -------------- | -------------------- | -------------- | ------------ | ------------ | ----------- | ----------- |  |
|                | Jacques Godfrain élu | RPR            | 26 802       | 47,07        | 33 377      | 55,28       |  |
|                | Gérard Deruy         | PS             | 12 386       | 21,75        | 27 005      | 44,72       |  |
|                | Manuel Diaz          | MRG            | 8 470        | 14,87        |             |             |  |
|                | André Pérez          | PCF            | 5 772        | 10,14        |             |             |  |
|                | Armand Ferlaud       | Divers droite  | 1 511        | 2,65         |             |             |  |
|                | Alain Mairesse       | LO             | 1 036        | 1,82         |             |             |  |
|                | Michel Cabirou       | LCR            | 912          | 1,6          |             |             |  |
|                | Jean-Marc Martinuzzi | FN             | 53           | 0,09         |             |             |  |
|                |                      |                |              |              |             |             |  |
| Inscrits       | Inscrits             | Inscrits       | 70 310       | 100,00       | 70 295      | 100,00      |  |
| Abstentions    | Abstentions          | Abstentions    | 11 219       | 15,96        | 8 452       | 12,02       |  |
| Votants        | Votants              | Votants        | 59 091       | 84,04        | 61 843      | 87,98       |  |
| Blancs et nuls | Blancs et nuls       | Blancs et nuls | 2 149        | 3,64         | 1 461       | 2,36        |  |
| Exprimés       | Exprimés             | Exprimés       | 56 942       | 96,36        | 60 382      | 97,64       |  |